# Lista de jogos para Amazon Luna
Esta é uma lista de jogos eletrônicos lançados ou com lançamento planejado para o serviço de jogo em nuvem Amazon Luna.
| Título                                         | Gênero(s)                     | Desenvolvedora(s)                                 | Publicadora(s)           | Lançamento para Luna    | Lançamento original     |
| ---------------------------------------------- | ----------------------------- | ------------------------------------------------- | ------------------------ | ----------------------- | ----------------------- |
| Abzû                                           | Aventura                      | Giant Squid                                       | 505 Games                | 21 de outubro de 2020   | 2 de agosto de 2016     |
| A Plague Tale: Innocence                       | Ação e aventura               | Asobo Studio                                      | Focus Home Interactive   | 21 de outubro de 2020   | 14 de maio de 2019      |
| AO Tennis 2                                    | Esporte                       | Big Ant Studios                                   | Big Ant Studios          | 21 de outubro de 2020   | 9 de janeiro de 2020    |
| Assassin's Creed Valhalla                      | Ação, RPG                     | Ubisoft Montreal                                  | Ubisoft                  | 10 de novembro de 2020  | 10 de novembro de 2020  |
| Atomik: RunGunJumpGun                          | Plataforma                    | ThirtyThree                                       | Gambitious               | 21 de outubro de 2020   | 31 de agosto de 2016    |
| Blasphemous                                    | Plataforma                    | The Game Kitchen                                  | Team17                   | 21 de outubro de 2020   | 10 de setembro de 2019  |
| BlazBlue: Cross Tag Battle                     | Luta                          | Arc System Works                                  | Arc System Works         | 21 de outubro de 2020   | 31 de maio de 2018      |
| Blazing Chrome                                 | Shoot 'em up                  | JoyMasher                                         | The Arcade Crew          | 21 de outubro de 2020   | 11 de julho de 2019     |
| Bloodstained: Ritual of the Night              | Metroidvania                  | Inti Creates                                      | 505 Games                | 21 de outubro de 2020   | 18 de junho de 2019     |
| Brothers: A Tale of Two Sons                   | Puzzle, aventura              | Starbreeze Studios                                | 505 Games                | 21 de outubro de 2020   | 7 de agosto de 2013     |
| Castlevania Anniversary Collection             | Metroidvania                  | Konami                                            | Konami                   | 21 de outubro de 2020   | 16 de maio de 2019      |
| Call of the Sea                                | Puzzle, aventura              | Out of the Blue                                   | Raw Fury                 | 15 de abril de 2021     | 8 de dezembro de 2020   |
| Contra Anniversary Collection                  | Ação, plataforma              | Konami                                            | Konami                   | 21 de outubro de 2020   | 11 de junho de 2019     |
| Control                                        | Tiro em terceira pessoa       | Remedy Entertainment                              | 505 Games                | 21 de outubro de 2020   | 27 de agosto de 2019    |
| Cook, Serve, Delicious! 3                      | Simulação                     | Vertigo Gaming                                    | Vertigo Gaming           | 21 de outubro de 2020   | 14 de outubro de 2020   |
| CrossCode                                      | RPG de ação                   | Radical Fish Games                                | Deck13                   | 21 de outubro de 2020   | 9 de julho de 2020      |
| Deponia Doomsday                               | Aventura point-and-click      | Daedalic Entertainment                            | Daedalic Entertainment   | 21 de outubro de 2020   | 27 de fevereiro de 2020 |
| Edna & Harvey: Harvey's New Eyes               | Aventura point-and-click      | Daedalic Entertainment                            | Daedalic Entertainment   | 21 de outubro de 2020   | 14 de agosto de 2019    |
| Edna & Harvey: The Breakout                    | Aventura point-and-click      | Daedalic Entertainment                            | Daedalic Entertainment   | 21 de outubro de 2020   | 17 de junho de 2020     |
| Everspace                                      | Tiro                          | Rockfish Games                                    | BadLand Games            | 21 de outubro de 2020   | 13 de fevereiro de 2019 |
| Far Cry 6                                      | Tiro em primeira pessoa       | Ubisoft Toronto                                   | Ubisoft                  | 7 de outubro de 2021    | 7 de outubro de 2021    |
| Furi                                           | Shoot 'em up                  | The Game Bakers                                   | The Game Bakers          | 21 de outubro de 2020   | 5 de julho de 2016      |
| Ghost of a Tale                                | Aventura, stealth             | SeithCG                                           | SeithCG                  | 21 de outubro de 2020   | 12 de março de 2019     |
| Ghostrunner                                    | Ação, plataforma              | One More Level                                    | All In! Games, 505 Games | 1 de abril de 2021      | 27 de outubro de 2020   |
| Grid                                           | Corrida                       | Codemasters                                       | Codemasters              | 21 de outubro de 2020   | 11 de outubro de 2019   |
| Hard Reset Redux                               | Tiro em primeira pessoa       | Flying Wild Hog                                   | Gambitious               | 21 de outubro de 2020   | 3 de junho de 2016      |
| Iconoclasts                                    | Ação, plataforma              | Konjak                                            | Bifrost Entertainment    | 21 de outubro de 2020   | 23 de janeiro de 2018   |
| Immortals Fenyx Rising                         | Ação e aventura               | Ubisoft Quebec                                    | Ubisoft                  | 3 de dezembro de 2020   | 3 de dezembro de 2020   |
| Indivisible                                    | RPG de ação                   | Lab Zero Games                                    | 505 Games                | 21 de outubro de 2020   | 8 de outubro de 2019    |
| Infinite Minigolf                              | Esporte                       | Zen Studios                                       | Zen Studios              | 21 de outubro de 2020   | 25 de julho de 2017     |
| Ken Follett's The Pillars of Earth             | Aventura                      | Daedalic Entertainment                            | Daedalic Entertainment   | 21 de outubro de 2020   | 16 de agosto de 2017    |
| The Legend of Heroes: Trails of Cold Steel III | RPG                           | Nihon Falcom                                      | Nihon Falcom             | 21 de outubro de 2020   | 28 de setembro de 2017  |
| The Legend of Heroes: Trails of Cold Steel IV  | RPG                           | Nihon Falcom                                      | Nihon Falcom             | maio de 2021            | 27 de setembro de 2018  |
| Lumines Remastered                             | Puzzle                        | Enhance Games                                     | Enhance Games            | 21 de outubro de 2020   | 26 de junho de 2018     |
| Metro Exodus                                   | Tiro em primeira pessoa       | 4A Games                                          | Deep Silver              | 21 de outubro de 2020   | 15 de fevereiro de 2019 |
| Mighty Switch Force! Collection                | Ação, plataforma              | WayForward                                        | WayForward               | 21 de outubro de 2020   | 25 de julho de 2019     |
| The Mummy Demastered                           | Metroidvania                  | WayForward                                        | WayForward               | 21 de outubro de 2020   | 24 de outubro de 2017   |
| Narita Boy                                     | Ação e aventura               | Studio Koba                                       | Team17                   | abril de 2021           | 30 de março de 2021     |
| No More Heroes                                 | Hack and slash                | Grasshopper Manufacture                           | Marvelous                | 11 de fevereiro de 2021 | 6 de dezembro de 2007   |
| No More Heroes 2: Desperate Struggle           | Hack and slash                | Grasshopper Manufacture                           | Marvelous                | 25 de fevereiro de 2021 | 26 de janeiro de 2010   |
| Obduction                                      | Puzzle, aventura              | Cyan Worlds                                       | Cyan Worlds              | 21 de outubro de 2020   | 24 de agosto de 2016    |
| Overcooked 2                                   | Party game                    | Ghost Town Games                                  | Team17                   | 21 de outubro de 2020   | 7 de agosto de 2018     |
| Panzer Dragoon                                 | Rail shooter                  | MegaPixel Studio                                  | Forever Entertainment    | 21 de outubro de 2020   | 26 de março de 2020     |
| Paper Beast                                    | Aventura                      | Pixel Reef                                        | Pixel Reef               | 21 de outubro de 2020   | 24 de março de 2020     |
| Redout                                         | Corrida                       | 34BigThings                                       | 34BigThings              | 21 de outubro de 2020   | 2 de setembro de 2016   |
| Rez Infinite                                   | Tiro                          | Enhance Games                                     | Enhance Games            | 21 de outubro de 2020   | 13 de outubro de 2016   |
| Riders Republic                                | Esporte                       | Ubisoft Annecy                                    | Ubisoft                  | 2 de setembro de 2021   | 2 de setembro de 2021   |
| River City Girls                               | Beat 'em up                   | WayForward                                        | WayForward               | 21 de outubro de 2020   | 5 de setembro de 2019   |
| R-Type Dimensions EX                           | Shoot 'em up                  | Tozai Games                                       | Irem                     | 21 de outubro de 2020   | 28 de dezembro de 2018  |
| Resident Evil 7: Biohazard                     | Survival horror               | Capcom                                            | Capcom                   | 21 de outubro de 2020   | 24 de janeiro de 2017   |
| Rime                                           | Aventura                      | Tequila Works                                     | Grey Box                 | 21 de outubro de 2020   | 26 de maio de 2017      |
| The Sexy Brutale                               | Puzzle, aventura              | Cavalier Games                                    | Tequila Works            | 21 de outubro de 2020   | 12 de abril de 2017     |
| Shadow Tactics: Blades of the Shogun           | Estratégia em tempo real      | Mimimi Productions                                | Daedalic Entertainment   | 21 de outubro de 2020   | 6 de dezembro de 2016   |
| Shantae: Half-Genie Hero                       | Ação, plataforma              | WayForward                                        | WayForward               | 21 de outubro de 2020   | 20 de dezembro de 2016  |
| Shantae: Risky's Revenge                       | Ação, plataforma              | WayForward                                        | WayForward               | 21 de outubro de 2020   | 4 de outubro de 2010    |
| Shantae and the Pirate's Curse                 | Ação, plataforma              | WayForward                                        | WayForward               | 21 de outubro de 2020   | 23 de outubro de 2014   |
| Sonic Mania Plus                               | Plataforma                    | Christian Whitehead, PagodaWest Games, Headcannon | Sega                     | 21 de outubro de 2020   | 17 de julho de 2018     |
| Star Wars Pinball                              | Pinball                       | Zen Studios                                       | Zen Studios              | 21 de outubro de 2020   | 13 de setembro de 2019  |
| SteamWorld Dig                                 | Ação e aventura               | Image & Form                                      | Image & Form             | 21 de outubro de 2020   | 7 de agosto de 2013     |
| SteamWorld Dig 2                               | Ação e aventura               | Image & Form                                      | Image & Form             | 21 de outubro de 2020   | 21 de setembro de 2017  |
| SteamWorld Heist                               | Estratégia por turnos         | Image & Form                                      | Image & Form             | 21 de outubro de 2020   | 10 de dezembro de 2015  |
| SteamWorld Quest                               | RPG                           | Image & Form                                      | Thunderful               | 21 de outubro de 2020   | 25 de abril de 2019     |
| Super Mega Baseball 3                          | Esporte                       | Metalhead Software                                | Metalhead Software       | 21 de outubro de 2020   | 13 de maio de 2020      |
| The Surge                                      | RPG de ação                   | Deck13                                            | Focus Home Interactive   | 21 de outubro de 2020   | 16 de maio de 2017      |
| The Surge 2                                    | RPG de ação                   | Deck13                                            | Focus Home Interactive   | 21 de outubro de 2020   | 24 de setembro de 2019  |
| Sythentik: Legion Rising                       | Tiro tático                   | Flow Fire Games                                   | WhisperGames             | 21 de outubro de 2020   | 15 de março de 2018     |
| Tacoma                                         | Aventura                      | Fullbright                                        | Fullbright               | 21 de outubro de 2020   | 2 de agosto de 2017     |
| Tangledeep                                     | RPG, roguelike                | Impact Gameworks                                  | Impact Gameworks         | 21 de outubro de 2020   | 1 de fevereiro de 2018  |
| Tennis World Tour 2                            | Esporte                       | Big Ant Studios                                   | Nacon                    | 21 de outubro de 2020   | 24 de setembro de 2020  |
| Thimbleweed Park                               | Aventura point-and-click      | Terrible Toybox                                   | Terrible Toybox          | 21 de outubro de 2020   | 22 de agosto de 2017    |
| Tom Clancy's Rainbow Six Extraction            | Tiro tático                   | Ubisoft Montreal                                  | Ubisoft                  | 16 de setembro de 2021  | 16 de setembro de 2021  |
| Under Night In-Birth Exe:Late cl-r             | Luta                          | French Bread                                      | Aksys Games              | 21 de outubro de 2020   | 20 de fevereiro de 2020 |
| Valfaris                                       | Ação, plataforma              | Steel Mantis                                      | Digital Uppercut         | 21 de outubro de 2020   | 5 de dezembro de 2019   |
| Victor Vran                                    | RPG de ação                   | Haemimont Games                                   | Haemimont Games          | 21 de outubro de 2020   | 24 de julho de 2015     |
| Watch Dogs: Legion                             | Ação e aventura               | Ubisoft Toronto                                   | Ubisoft                  | 29 de outubro de 2020   | 29 de outubro de 2020   |
| Wonder Boy: The Dragon's Trap                  | Ação e aventura, plataforma   | Lizardcube                                        | DotEmu                   | 21 de outubro de 2020   | 18 de abril de 2017     |
| The Wonderful 101 Remastered                   | Ação e aventura               | PlatinumGames                                     | PlatinumGames            | maio de 2021            | 19 de maio de 2020      |
| Yakuza 0                                       | Ação e aventura               | Ryu Ga Gotoku Studio                              | Sega                     | 24 de junho de 2021     | 12 de março de 2015     |
| Yoku's Island Express                          | Plataforma, aventura, pinball | Villa Gorilla                                     | Team17                   | 21 de outubro de 2020   | 29 de maio de 2018      |
| Yooka-Laylee                                   | Plataforma 3D                 | Playtonic Games                                   | Team17                   | 21 de outubro de 2020   | 11 de abril de 2017     |
| Yooka-Laylee and the Impossible Lair           | Plataforma 3D                 | Playtonic Games                                   | Team17                   | 21 de outubro de 2020   | 8 de outubro de 2019    |
| Ys VIII: Lacrimosa of Dana                     | RPG de ação                   | Nihon Falcom                                      | NIS America              | 21 de outubro de 2020   | 21 de julho de 2016     |